# Juan de Licalde

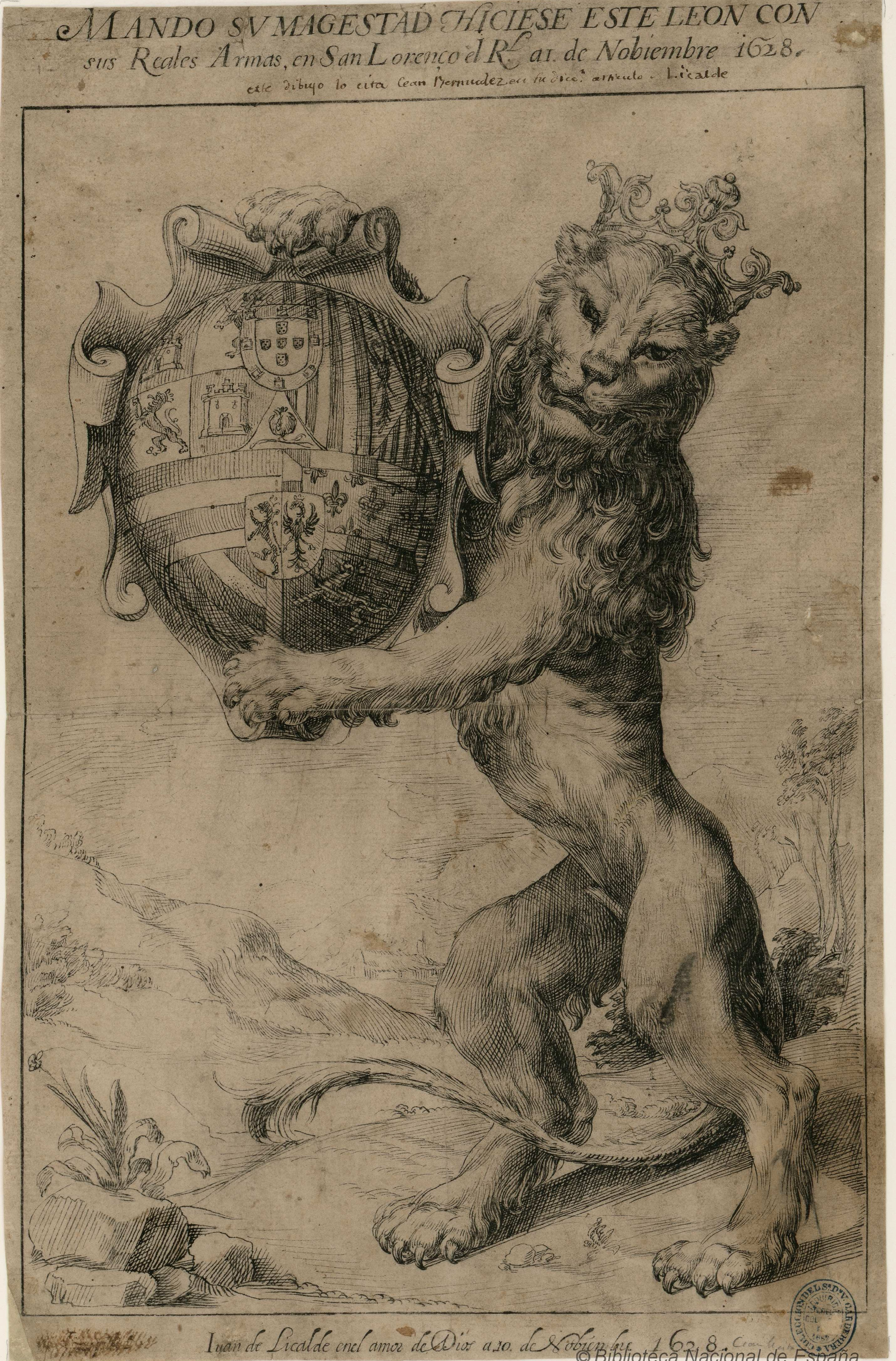
León con las armas reales, pluma y tinta negra sobre papel verjurado, 373 x 238 mm, Madrid, Biblioteca Nacional de España

Juan de Ricalde o Licalde (fl 1628), fue un dibujante y pintor barroco español, avecindado en Madrid.
Discípulo de Pedro de las Cuevas, a cuyo taller según Palomino «acudían hijos de padres muy honrados», murió asesinado siendo aún joven, con gran sentimiento de todos los entendidos en pintura por sus muchas prendas, según decía Lázaro Díaz del Valle, quien lo conoció personalmente y recogió las escasas noticias que de él han llegado. Díaz del Valle informaba además de un dibujo a pluma que hizo del conde-duque de Olivares, muy parecido en el retrato, y Ceán Bermúdez, recogiendo toda la información anterior, añadió otro dibujo a pluma de un león sosteniendo entre las garras el escudo de España con el cuartel de Portugal en su centro. El dibujo, que en tiempos de Ceán era propiedad de Pedro González de Sepúlveda, grabador general de la Casa de la Moneda, se conserva ahora en la Biblioteca Nacional de España. Sobre el león lleva una inscripción que dice: 

«Mandó S. M. hiciese este león con sus reales armas en S. Lorenzo el real, a I.º de noviembre de 1628»

y abajo la firma: «Juan de Licalde en el amor de Dios a 10 de noviembre de 1628». 